# キラリ☆
「キラリ☆」は、東京女子流の1枚目のシングル。2010年5月5日にavex traxから発売された。デビュー2作連続リリースの1枚目。

## 内容
- Type-A（CD+DVD）、Type-B（CD）、Type-C（CD+DVD・mu-mo限定生産）の3種発売。
- トステム住研研究所（現：LIXIL住宅研究所）「フィアスホーム」CMソング。
- 「早稲田アカデミー」CMソング。

## 収録曲

### Type-A
1. キラリ☆（=TGS01）
作詞：黒須チヒロ、作曲：山元祐介、編曲：松井寛
2. キラリ☆ -Instrumental-

DVD
1. キラリ☆（Video Clip）
ミュージック・ビデオ監督：福居英晃[1]
2. Making Movie（初回限定特典）

特典（初回限定盤）
- ジャケットサイズカード（全6種からランダムで1種）

### Type-B
1. キラリ☆
2. キラリ☆ -Royal Mirrorball Mix-
3. キラリ☆ -Instrumental-

特典（初回限定盤）
- 8Pブックレット封入

### Type-C（mu-mo限定生産）
1. キラリ☆
2. キラリ☆ -Instrumental-

DVD
1. キラリ☆お出かけSpecialムービー

特典（初回限定）
- ジャケットサイズカード（全6種からランダムで1種）